# اوئدا، ناگانو
اوئدا در استان ناگانو در کشور ژاپن  واقع شده‌است  که دارای جمعیت ۱۶۱٬۸۸۷ نفر و مساحت ۵۵۲٫۰۰ کیلومتر مربع با تراکم جمعیت ۲۹۳  نفر در کیلومترمربع است و در تاریخ ۶ مارس ۲۰۰۶ به عنوان شهر شناخته شد.